# Nikki (Benin)
Nikki ist eine Stadt, ein Arrondissement und eine Kommune in Benin, die als einer der Hauptorte von Borgu gilt. Sie liegt im Département Borgou. Das Arrondissement hatte bei der Volkszählung im Mai 2013 eine Bevölkerung von 66.109 Menschen, in der gesamten Kommune Nikki lebten  zum selben Zeitpunkt 151.232 Menschen.

## Geografie
Nikki ist einer der traditionellen Hauptorte der Region Borgu in der westlichen Sudanzone. Die Kommune ist überwiegend flach und entwässert in den Okpara, aber auch in die Flüsse Sota und Oli, die dem Niger zufließen. Die Vegetation in der Gemeinde ist eine buschige bis waldige Savanne. Von Oktober bis April herrscht eine ausgeprägte Regen- und Trockenzeit.
Die Kommune Nikki liegt im Osten des Departements Borgou und grenzt im Osten an den nigerianischen Bundesstaat Kwara. Die umgebenden beninischen Kommunen sind Pèrèrè im Süden, N’Dali und Bembèrèkè im Westen und Kalalè im Norden.

## Geschichte
Nikki ist das historische Zentrum des vorkolonialen Bariba-Königreichs Nikki, neben Allada, Hogbonou (Porto Novo) und Dahome eines der größeren Reiche im heutigen Benin.
1894 war Nikki das Ziel des sogenannten „Wettlaufs um Nikki“ (race for Nikki), einer Episode im Wettlauf um Afrika. Der Franzose Decoeur und Frederick Lugard von der Royal Niger Company versuchten, als erste einen Schutzvertrag mit dem König in Nikki auszuhandeln, den sie als Herrscher von Borgu ansahen. König Lafia  unterzeichnete am 10. November einen Vertrag mit dem Briten Lugard sowie am 26. November mit Decoeur. In einem 1898 ausgehandelten Abkommen wurde Borgu schließlich zwischen Frankreich und dem Britischen Empire aufgeteilt, wobei der größere Teil, inklusive Nikki, Französisch-Westafrika (Dahomey) zugeschlagen wurde.
Bevölkerungsentwicklung des Arrondissements Nikki:
- 1979 (Volkszählung): 15.596 Einwohner
- 1992 (Volkszählung): 29.048 Einwohner
- 2002 (Volkszählung): 45.571 Einwohner
- 2013 (Volkszählung): 66.109 Einwohner

## Gliederung
Die Kommune Nikki umfasst eine Fläche von 3171 km² und ist in sieben Arrondissements mit insgesamt 51 Dörfern (village administratif) eingeteilt. Nach der Volkszählung 2013 lebten in den Arrondissements:
- Biro: 12.650 Menschen,
- Gnonkourakali: 13.825 Menschen,
- Nikki: 66.109 Menschen,
- Ouénou: 17.154 Menschen,
- Sérékalé: 15.804 Menschen,
- Suya: 7.807 Menschen,
- Tasso: 17.883 Menschen.[1]

## Religion und Kultur
Etwa zwei Drittel der Bevölkerung in der Kommune sind Muslime, 8 % folgen traditionellen afrikanischen Religionen, 5,6 % sind katholisch und 1,7 % protestantisch. Ein Fünftel der Bevölkerung rechnet sich einer anderen oder gar keiner Religion zu.
Nikki ist ein wichtiges Zentrum der Bariba und beherbergt einen traditionellen König, der im Zentrum der Stadt residiert. Das königliche Gaani-Fest (Fête de la Gani) wird jährlich in der Stadt veranstaltet.

## Bekannte Persönlichkeiten
- Boni Aladji (* 1926, † unbekannt), Politiker
- Boni Mariam Aladji (* 1952), Diplomatin und ehemalige Ministerin